# British Rail 56 sorozat
A British Rail 56 sorozat a romániai Electroputere és az angliai BREL gyár nagyteljesítményű, Co'Co' tengelyelrendezésű dízelmozdony-sorozata. Nehéz tehervonatok továbbítására tervezték. Az első harminc darabot a románok (56001-56030 psz.), a többi 105 példányt angolok építették (56031-56115 psz.). Összesen tehát 135 darab készült belőle.

## Pályaszámok
- 56001 - 56030, Electroputere, Románia
- 56031 - 56115, BREL, Doncaster
- 56116 - 56135, BREL, Crewe

## Üzemeltetők
- Magyarországon a Floyd ZRt. megvásárolta az 56101, 56115 és 56117 pályaszámú gépeket.
- Angliában megőriztek hét példányt.